# Darko Sokolov
Darko Sokolov, (en macédonien : Дaрко Соколов), né le 8 mai 1986, à Kočani, en Macédoine, est un joueur macédonien de basket-ball. Il évolue au poste de meneur. 